# SK Germania Herringen
L'SK Germania Herringen è un club tedesco di hockey su pista fondato nel 1914 ed avente sede a Hamm nel land della Renania Settentrionale-Vestfalia.
Nella sua storia ha vinto 4 campionati nazionali e 4 Coppe di Germania.
La squadra disputa le proprie gare interne presso la Glückauf Arena, a Hamm.

## Palmarès

### Titoli nazionali
10 trofei
- Campionato tedesco: 5
  - 2012-2013, 2013-2014, 2017-2018, 2018-2019, 2021-2022
- Coppa di Germania: 5
  - 2006-2007, 2013-2014, 2016-2017, 2017-2018, 2021-2022